# Station Benta-Berri
Benta-Berri is een spoorwegstation in aanbouw, in het district Antiguo in de Spaanse stad San Sebastian in de autonome gemeenschap Baskenland. Het ligt in een nieuwe tunnel van het spoorwegnet van de spoorwegmaatschappij EuskoTren, tussen de stations Amara en Lugaritz, die het centrum van de stad aan zal sluiten op het netwerk. Bovendien komt dit station op 500 meter van de universiteitscampus te liggen, waarvan het dichtstbijzijnde station nu nog Lugaritz is, op 1150 meter afstand. 
De aanleg van dit stuk metro genoot niet een algemeen maatschappelijk draagvlak en er waren regelmatig protesten tegen de bouw geweest. De opening staat gepland voor 2024. 